# مارکوس هوستر
مارکوس هوستر (انگلیسی: Markus Husterer؛ زادهٔ ۱۶ ژوئن ۱۹۸۳) بازیکن فوتبال اهل آلمان است.
از باشگاه‌هایی که در آن بازی کرده‌است می‌توان به باشگاه فوتبال بایرن مونیخ ۲، باشگاه فوتبال اف‌اس‌وی فرانکفورت، باشگاه فوتبال کیکرز اوفنباخ، باشگاه فوتبال آینتراخت برانشوایگ، باشگاه فوتبال آینتراخت فرانکفورت، باشگاه فوتبال بایرن مونیخ، و باشگاه فوتبال اشتوتگارت اشاره کرد.